# XL Bermuda Open 1999
L'XL Bermuda Open 1999 è stato un torneo di tennis facente parte della categoria ATP Challenger Series nell'ambito dell'ATP Challenger Series 1999. Il torneo si è giocato a Paget in Bermuda dal 12 al 18 aprile 1999 su campi in terra verde.

## Vincitori

### Singolare
Hernán Gumy ha battuto in finale  Guillermo Cañas con il punteggio di 6–3, 7–6

### Doppio
Doug Flach /  Richey Reneberg hanno battuto in finale  Paul Kilderry /  Patrick Rafter con il punteggio di 6–4, 6–4